# 遺忘 (電視電影)
《遺忘》（英語：Forgotten）是部2012年拍攝的電視電影，由林心如工作室與東映製作有限公司製作的一部迷你劇，劇中則以林心如飾演女主角，並於幕後則兼任製作人，又因拍攝花費500萬元，預計拍攝時間半個多月，為求拍攝順利與提升品質，劇組請來李曉蘋擔任編劇，以及連奕琦擔任執導，並找來新加坡男星李銘順飾演男主角。《遺忘》劇組將三項獎項提名第47屆金鐘獎，其結果全部未能獲獎。

## 簡介
《遺忘》的劇情播放方式，透過劇中人物的回想，將鏡頭拉回過去，爾後又拉回當前的現在，形成劇情將過去與現在的穿插交替。本片主要講述是「一場車禍失憶改變了兩人感情，也挽救瀕臨破碎的婚姻。」
「遺忘」一詞既是本片的片名，也是失憶的代名詞。片中女主角因為感情問題，在一場車禍中失去短暫的記憶，經過許醫生會合其它門診醫生討論，解釋出女主角對於自己的婚姻、感情有關的記憶產生「遺忘」，醫學稱為「解離性神遊」。

## 劇情大綱
片中開場則以劇中男女主角約在餐廳談判，卻意外被女主角發現小三在隔壁桌竊聽，引發的誤會，造成女主角情緒失控地跑出餐廳外，導致車禍傷及女主角腦部而產生失憶症。而後夫妻兩人的生活產生了巨大的變化，並漸漸找回當初的初衷。

## 演員
以下角色介紹是取自原作品首播所播映劇情得知，僅提供參考，如有異動，實際以劇組公布為主。

### 主要演出
| 演員   | 角色   | 身份                                              | 角色介紹 |
| 林心如 | 何薇安 | 羅品中妻子 化妝品公司總經理                       | 原是楊欣欣助理，後來結識羅品中，經由他的引薦到他任職公司上班，因業績年年攀升，被公司送至日本培訓後，回台灣就升任副總經理，最後成為總經理。此期間，何薇安逐漸從和善親近變成高傲自大的工作狂，身負工作的企圖心與面對公司的忠誠度的她，終使與羅品中感情惡化，婚姻也瀕臨破碎。 |
| 李銘順 | 羅品中 | 何薇安丈夫 何薇安前同事 趙敏初戀情人 趙敏大學同學 | 為何薇安引薦到他任職公司上班而成為同事，但在羅品中任職副總經理期間，因忍受不住身為總經理的何薇安不顧他的尊嚴，使得他辭職而轉任到別家公司上班。後來因業務之需，才與趙敏保持來往關係，卻被身為他妻子的何薇安給捉住把柄羞辱，兩人關係逐漸惡化，婚姻也瀕臨破碎。               |
| 張本渝 | 趙敏   | 藥廠亞洲區總裁 羅品中初戀情人 羅品中大學同學      | 為了追求更好的生活，因而拋棄與羅品中的感情關係，嫁給小開並遠赴美國生活。經過多年，婚姻失意，選擇去找大學時期認識的初戀情人，眼見羅品中與何薇安之間感情維繫不佳，趁何薇安失憶期間，意圖想挽回羅品中的心，逐漸變成了介入何薇安婚姻家庭中小三。                               |

### 臨場演出
| 演員   | 角色       | 身份                          | 角色介紹 |
| 丁也恬 | 羅品中母親 | 何薇安婆婆                    | |
| 陽詠存 | 張曉霞     | 化妝品公司助理秘書 何薇安同事 | 總經理身邊任何職務皆由張曉霞接洽。在總經理出院返家休養期間，曾與林青田協同前往她住家探望。                                             |
| 徐華謙 | 林青田     | 化妝品公司副總經理 何薇安同事 | 由於總經理的私人感情問題，羅品中辭職後，便接任他的職務。總經理車禍失憶後，此期間休養則由林青田代理其職務，也曾於總經理出院返家去看望。 |
| 洪曉蕾 | 楊欣欣     | 化妝品代言人                  | 是位當紅的明星，長年為何薇安的公司代言產品，後來因為與何薇安關係生變，以及失憶改變何薇安想法，最後使楊欣欣失去了代言的機會。           |
| 黃采儀 | 美玲       | 何薇安同事 總經理下屬         | |
| 張少懷 | 許醫生     |                               | |

## 獎項

### 電視金鐘獎[5]
| 年份 | 獲提名 | 獎項                       | 結果 |
| ---- | ------ | -------------------------- | ---- |
| 2012 | 李銘顺 | 迷你劇集／電視電影男主角獎 | 提名 |
| 2012 | 連奕琦 | 迷你劇集／電視電影導演獎   | 提名 |
| 2012 | 梅書豪 | 燈光獎                     | 提名 |

## 音樂
劇中結束前，以《牽手》做為配合劇情的一段插曲，於男主角在車上打開收音機所播送這首，透過電話呈現給女主角，是意圖挽回彼此婚姻關係的一種方式。《牽手》收錄於1993年發行專輯《牽手》，曾為大愛劇場《牽手人生》主題曲、電影《喜宴》片尾曲，歌手卓依婷、區瑞強皆曾翻唱過。

- 插曲：《牽手》
- 演唱：蘇芮
- 配樂：陳映芝
- 作詞：李子恆
- 作曲：李子恆
- 持有者：華納唱片

## 幕後團隊
以下幕後人員是僅列电视节目信息框未能詳列之處：

### 製作人員
| 職稱       | 人名                                   |
| 副導演     | 呂耿賢                                 |
| 製片       | 劉怡佳（助理：陳俊宏、孫佳慧）         |
| 場記       | 張鈺苹                                 |
| 財務       | 王千富、林巧婷                         |
| 攝影助理   | 周群峰、李泊錦、陳柏叡                 |
| 燈光指導   | 梅書豪、林文祥（助理：林頌文、陳秉宏） |
| 美術指導   | 吳若昀                                 |
| 執行美術   | 賴香桂、黃明仁                         |
| 美術助理   | 王冠婷、李曉翠                         |
| 跟焦員     | 潘旭哲                                 |
| 造型服裝   | 王冠懿                                 |
| 服裝管理   | 陳怡如                                 |
| 化妝師     | 劉倢伶（助理：張家菱）                 |
| 梳妝師     | Xenter Huang                           |
| 現場收音   | 李勇興（助理：吳易昇）                 |
| BOOM MAN   | 袁驥安                                 |
| 場務領班   | 高洧睫（助理：林子敬）                 |
| 劇照       | D.Z. Wang                              |
| 側拍       | 吳雋湧、陳均豪                         |
| 片花剪接   | 劉新銳                                 |
| 調光師     | 洪文凱                                 |
| 音效、混音 | 嘉莉錄音工房                           |
| 前期協力   | 蕭百宸、劉顯嘉、吳佳靜、王侑勳         |

### 器材及後製
| 職稱     | 廠商名             |
| 燈光器材 | 阿榮企業有限公司   |
| 攝影器材 | 仰角國際有限公司   |
| 車輛場務 | 永祥影視           |
| 後製     | 烏來好電影有限公司 |

## 作品的變遷
| 公共電視 【經典電影院】星期日12：30 | 公共電視 【經典電影院】星期日12：30 | 公共電視 【經典電影院】星期日12：30 |
| ----------------------------------- | ----------------------------------- | ----------------------------------- |
|                                     | 遺忘 （2012.5.27）                  |                                     |
| 《不一樣的月光》 （2012.5.20）      | 《皮克青春》 （2012.6.3）           |                                     |

| 臺灣 WINHD綜合台 每週六 22:00 - 24:00    | 臺灣 WINHD綜合台 每週六 22:00 - 24:00   | 臺灣 WINHD綜合台 每週六 22:00 - 24:00 |
| ---------------------------------------- | --------------------------------------- | ------------------------------------- |
|                                          | 遺忘 （2016年6月25日）                  |                                       |
| 求愛365 （2016年3月12日－2016年6月18日） | 新娘嫁到 （2016年7月2日－2016年9月3日） |                                       |

## 外部連結
- 《遺忘》公共電視 （页面存档备份，存于）
- 香港影庫上《遺忘》的資料（繁體中文）
- 豆瓣电影上《遺忘》的資料 （简体中文）
- 互联网电影数据库（IMDb）上《遺忘》的资料（英文）